# Sergiusz Perkowski
Sergiusz Pyrka Perkowski (* 4. September 1944 in Warschau) ist ein polnischer Jazzmusiker (Schlagzeug), der auch als Maler tätig ist.

## Wirken
Perkowski arbeitete zunächst als Schlagzeuger bei Krzysztof Komeda und Andrzej Kurylewicz. Er hatte sein Debüt auf dem Jazz Jamboree 1966 und arbeitete dann im Trio von Włodzimierz Nahorny, mit dem er nicht nur in Ungarn, der Tschechoslowakei und der DDR auf Gastspielreise war, sondern auch in der Bundesrepublik Deutschland; in diesem Trio stieß er in den freien Jazz vor. Weiterhin arbeitete er mit Andrzej Trzaskowski (Auftritt beim Jazz Jamboree 1967); mit dem Trio von Mieczysław Kosz, dem er dann langjährig angehörte, wurde er zum Montreux Jazz Festival 1968 eingeladen.
1970 verließ Perkowski Polen, um verstärkt international zu arbeiten. Aufgrund eines Vertrags mit einem internationalen Orchester ließ er sich 1971 in Schweden nieder. Da die Musik ihm als Ausdrucksmittel nicht ausreichte, begann er 1974 ein Malereistudium in Stockholm.
Seit 1979 teilte Perkowski seine Zeit zwischen Aufenthalten in Schweden und in den USA auf – er stellte auch in beiden Ländern aus. In seinen Bildern bezieht er sich auf das Phänomen der Synästhesie. Mit dem Trio von Włodzimierz Nahorny trat er 2012 auch zur Eröffnung einer eigenen Ausstellung in Warschau auf.

## Preise und Auszeichnungen
Beim Internationalen Jazzfestival Wien 1967 erreichte er mit dem Nahorny Trio den zweiten Preis (0,02 Punkte besser war eine Dixieland-Band) Beim Internationalen Jazzfestival Wien 1968 wurde er mit dem ersten Preis ausgezeichnet; auch erhielt er beim Jazzfestival in Montreux mit dem Mieczysław Kosz Trio 1968 den Pressepreis.

## Diskographische Hinweise
- V.A. Laureaci Festiwalu Jazz nad Odrą (Polskie Nagrania Muza 1967; ein Titel mit dem Jacek Brodowski Trio)
- Włodzimierz Nahorny Trio Heart (Polish Jazz 1968)
- Andrzej Kurylewicz Quintett 10+8 / Ten+Eight (Polish Jazz 1968)
- Mieczysław Kosz: Mieczysław Kosz Trio - Vol.1/2 (Pronit 1975)

## Lexikalischer Eintrag
- Sergiusz Pyrka-Perkowski. In: Sztuka. Band 15, Nr. 10. Wydawn. Artystyczno-Graficzne RSW Prasa-Książka-Ruch, 1991, S. 22.